# Карымское сельское поселение
Карымское сельское поселение  или Карымское муниципальное образование — сельское поселение в Куйтунском районе Иркутской области России.
Административный центр — село Карымск.

## Население
| 2010  | 2011  | 2012  | 2013  | 2014  | 2015  | 2016  |
| ----- | ----- | ----- | ----- | ----- | ----- | ----- |
| 1965  | ↘1956 | ↘1923 | ↘1876 | ↘1827 | ↘1795 | ↘1755 |
| 2017  |       |       |       |       |       |       |
| ↘1722 |       |       |       |       |       |       |

По результатам Всероссийской переписи населения 2010 года численность населения муниципального образования составила 1965 человек, в том числе 916 мужчин и 1048 женщин.

## Населённые пункты
В состав муниципального образования входят населённые пункты:
- село Карымск
- посёлок ж.-д. станции Кимильтей